# Toledo (Gerichtsbezirk)
Der Gerichtsbezirk Toledo ist einer der sieben Gerichtsbezirke in der Provinz Toledo.
Der Bezirk umfasst 24 Gemeinden auf einer Fläche von 1.840,85 km² mit dem Hauptquartier in Toledo.

## Gemeinden
| Gemeinde                     | Einwohner (2024) | Fläche km² | Dichte Einw./km² | Cod INE | Postleitzahl |
| ---------------------------- | ---------------- | ---------- | ---------------- | ------- | ------------ |
| Argés                        | 7.014            | 23,74      | 295              | 45016   | 45122        |
| Bargas                       | 11.099           | 89,48      | 124              | 45019   | 45593        |
| Burguillos de Toledo         | 3.743            | 28,49      | 131              | 45023   | 45112        |
| Casasbuenas                  | 193              | 30,46      | 6                | 45042   | 45124        |
| Cobisa                       | 4.500            | 14,48      | 311              | 45052   | 45111        |
| Cuerva                       | 1.260            | 37,51      | 34               | 45055   | 45126        |
| Gálvez                       | 3.006            | 55,00      | 55               | 45067   | 45164        |
| Guadamur                     | 1.782            | 38,23      | 47               | 45070   | 45160        |
| Hontanar                     | 151              | 151,77     | 1                | 45075   | 45159        |
| Layos                        | 906              | 18,39      | 49               | 45083   | 45123        |
| Magán                        | 4.114            | 29,18      | 141              | 45088   | 45590        |
| Menasalbas                   | 2.485            | 179,44     | 14               | 45098   | 45128        |
| Mocejón                      | 5.172            | 30,44      | 170              | 45102   | 45270        |
| Nambroca                     | 5.250            | 82,02      | 64               | 45107   | 45190, 45191 |
| Navahermosa                  | 3.592            | 129,79     | 28               | 45109   | 45150        |
| Noez                         | 990              | 34,22      | 29               | 45116   | 45162        |
| Olías del Rey                | 8.947            | 39,94      | 224              | 45122   | 45280        |
| Polán                        | 3.932            | 158,70     | 25               | 45133   | 45161        |
| Pulgar                       | 1.600            | 38,60      | 41               | 45140   | 45125        |
| San Martín de Montalbán      | 759              | 133,03     | 6                | 45151   | 45165        |
| San Pablo de los Montes      | 1.644            | 100,05     | 16               | 45153   | 45120        |
| Toledo                       | 86.526           | 231,76     | 373              | 45168   | 45000–45009  |
| Totanés                      | 371              | 26,04      | 14               | 45174   | 45163        |
| Las Ventas con Peña Aguilera | 1.118            | 140,09     | 8                | 45182   | 45127        |
| Gerichtsbezirk Toledo        | 160.154          | 1.840,85   | 87               | –       | –            |